# 布萊安·托雷多
布萊安·托雷多（1993年9月8日—2020年2月27日）是一名阿根廷田徑運動員，曾代表國家參加2012年倫敦奧運的田徑男子標槍比賽，並未獲得獎牌。他也曾在2010年夏季青年奧林匹克運動會中獲得男子標槍金牌。
2020年2月27日，布萊安·托雷多死於摩托車車禍。